# Hauptmann Ferdinánd
Hauptmann Ferdinánd (Resicabánya, 1913. június 20. – Temesvár, 1989. augusztus 14.) katolikus pap, temesvári ordinárius.

## Pályafutása
1923-tól 1931-ig a temesvári reálgimnáziumba járt, majd 1936-ig teológiát tanult ugyanott. 1936. március 29-én szentelték pappá Resicabányán. Ezt követően 1938-ig káplánként szolgált Nagyszentmiklóson, 1940-ig a temesvári belvárosi plébánián és a székesegyházban, majd városi katekétaként. 1944-ben Aradra költözött plébánosként, de 1945-ben visszatért a Temesvár–Belvárosba.
1950-ben Pacha Ágoston püspök – mivel római utasítás szerint minden püspöknek titkos megbízást kellett adnia két papnak arra az esetre, ha hivatala ellátásában akadályoztatva lenne, hogy az egyházmegye vezetése biztosítva legyen amíg a Szentszék máshogy nem rendelkezik – egy krassóvári üdülés alkalmával Hauptmann Ferdinándot is megbízta ordinarius substitutusnak, Kernweiss Konrádot követően.
Hauptmann Ferdinánd Plesz József 1952-es letartóztatása után átvette a plébánia vezetését. Az egyházmegye vezetése Kernweiss Konrád halála után, 1981. október 23-án szállt rá, majd idős korára való tekintettel 1983. október 7-én visszavonult. Hivatalát Sebastian Kräuter vette át.

## Fordítás
- Ez a szócikk részben vagy egészben a Ferdinand Hauptmann című német Wikipédia-szócikk ezen változatának fordításán alapul.  Az eredeti cikk szerkesztőit annak laptörténete sorolja fel. Ez a jelzés csupán a megfogalmazás eredetét és a szerzői jogokat jelzi, nem szolgál a cikkben szereplő információk forrásmegjelöléseként.